# Škoda 6Tr
Škoda 6Tr — тролейбус, що випускався у 1948—1950 роках фірмою Škoda. Серійним попередником моделі була дводверна тривісна Škoda 3Tr. Тролейбус не був масовим, випущено лише 16 екземплярів. На конвеєрі його замінив тролейбус моделі Škoda 7Tr, за розмірами та електрообладнанням майже аналогічний йому.

## Історія

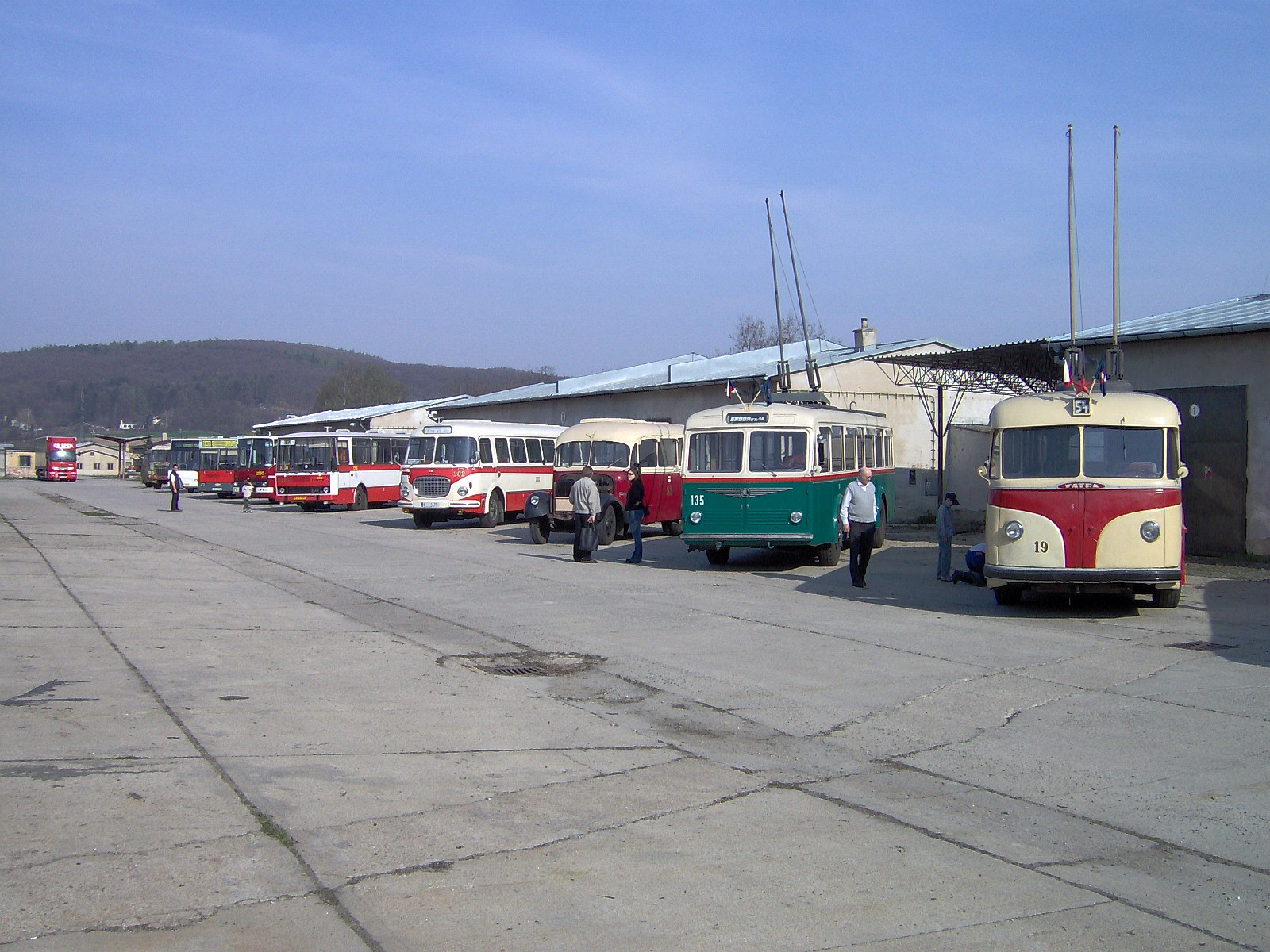
Tatra T400 i Škoda 6Tr (на передньому плані)

У 1942 році інженери заводу спроектували модель Škoda 4Tr, а у 1943 році — Škoda 5Tr. Однак у зв'язку з великою кількістю військових замовлень виготовлення тролейбусів було призупинено, а в майбутньому обидва типи тролейбусів так і залишилися у вигляді проектів.
Наступну модель — Škoda 6Tr побудували тільки у 1949 році. Це був зовсім інший кузов, який мав сталеву самонесучу конструкцію, один тяговий двигун і поперечне розташування сидінь в салоні (до цього всі тролейбуси Škoda обладнували поздовжніми лавками). Синьо-кремові машини мали мінімальну кількість поломок у порівнянні з попередніми машинами.
Škoda 6Tr стала першою моделлю тролейбуса, де встановили знамениті сьогодні барабани штангоулавлювачей Škoda. Машини цієї серії працювали до 1971 року.

## Опис

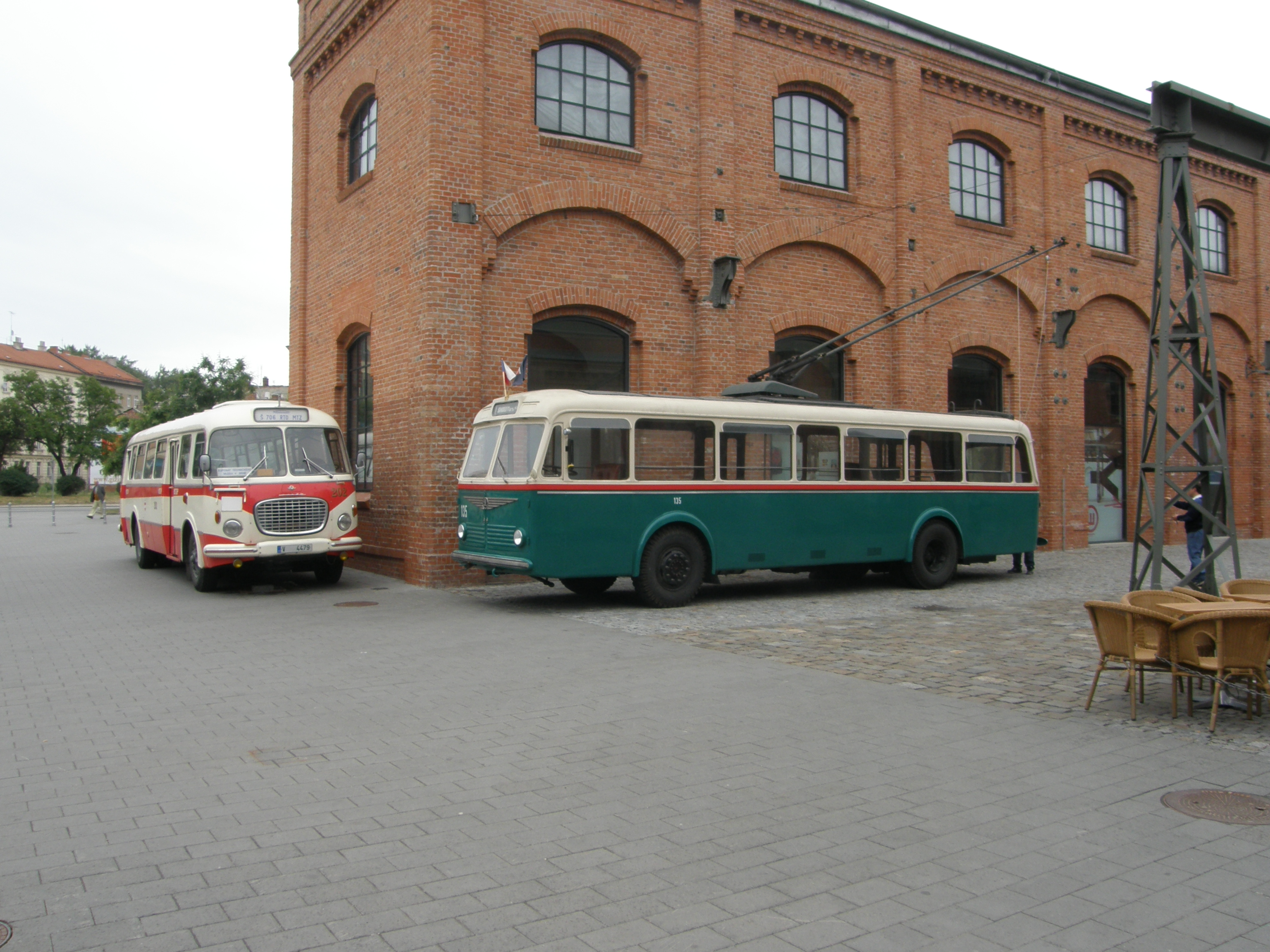
Автобус Škoda 706 RTO MTZ i Škoda 6Tr

Škoda 6Tr є тридверним тролейбусом з несучим кузовом. З ним по кузову та електрообладанню майже аналогічний його наступник — Škoda 7Tr, довжина Škoda 6Tr становить 10,5 метра. Кузов тролейбуса є несучим — головним несівним елементом конструкції є каркас, виконаний зі сталевих труб, конструктивно об'єднаний з просторовою рамою-фермою для покращення жорсткості та зміцнення конструкції; на каркас тролейбуса кріпляться усі необхідні вузли та агрегати. Обшивка тролейбуса була зроблена зі сталевих панелей, що кріпилися до каркаса кузова.
Škoda 6Tr, на відміну від Škoda 4Tr була тридверною, і двохвісною. Модель Škoda 7Tr за своїм дизайном дуже нагадував Škoda 6Tr. Дизайн тролейбуса був досить типовим, як на той час — невелике лобове скло, одинарні круглі фари. Склоочисники тролейбуса 6Tr кріпилися знизу, а у Škoda 7Tr вже зверху. Варто зауважити і те, що у «шістки» вже були штангоуловлювачі — це являло собою два канати, з'єднаних з верхніми кінцями штанг і намотані на два барабани, що містилися у двох бобинах, прикріплених до задньої панелі тролейбуса. За допомогою канатів струмоприймачі тролейбуса встановлювалися та знімалися з дротів контактної мережі, до того ж ця система не дозволяла штангам сильно «злітати вверх» у разі їх зривання з контактної мережі, ну а за допомогою канатів, струмоприймач можна було «зловити» і оперувати ним, наприклад знову встановити його на контактну мережу.
На тролейбус Škoda 6Tr встановлювався тяговий електродвигун постійного струму виробництва фірми Škoda, що мав потужність 96 кіловат. Він знаходився під підлогою салону у колісній базі, і передавав крутний момент на задній ведучий міст. Тролейбус великої швидкості не розвивав (максимальна швидкість тролейбуса — 45 км/год) цього було цілком достатньо на той час. Для живлення низьковольтних мереж застосовувався електродвигун-генератор, що перетворював вхідну високу напругу у 600 Вольт у низьку (24 В). Система керування — реостатно-контакторна (Škoda). Підвіска тролейбуса — ресорна. Тролейбус мав електродинамічне гальмо і пневматичне гальмо, гальмівні механізми — барабанного типу, колодка прижимається до барабану зсередини.
Машина була тридверною, що пришвидшувало пасажирообіг — двері знаходилися у передньому звісі, у базі, і у задньому звісі. Привод дверей — електричний. Висота підлоги становила близько 75 сантиметрів над поверхнею землі. Салон був вельми непоганий, як на той час, з досить великою площею осклення, сидіннями з дермантиновою обшивкою. Як оббивка салону використовувався композитний матеріал — фанера. Салон був обладнаний 22 сидіннями, ще близько 60 чоловік могли їхати у салоні стоячи. Загальна місткість становила близько 80 чоловік. Для вентиляції салону використовувалися відкидні кватирки, а для опалення — тепло пуско-гальмівних реостатів. Також у тролейбуса були електровентилятори у салоні.
Кабіни водія як такої не було у цих моделей Škoda, приладова панель була вельми простою. Слід зауважити, що у 6Tr були три педалі — одна це пускова педаль, це акселератор, він з права, друга педаль це електрогальмо (посередині) і третя педаль — пневмогальмо, він зліва. Для його функціювання був наявний компресор, що нагнітав стиснуте повітря у пневмосистему і приводився у дію від електричного двигуна. Хоч панель була проста, однак функціональна, органи керування були представлені тумблерами, кнопками та перемикачами, були наявні манометр пневмосистеми і спідометр. Також тролейбус був обладнаний ручним гальмом, що діяло на гальмівні механізми заднього моста.
| Параметр                             | Значення                                        |
| ------------------------------------ | ----------------------------------------------- |
| Довжина, мм                          | 10500                                           |
| Ширина, мм                           | 2500                                            |
| Висота                               | 3210                                            |
| Споряджена маса, кг                  | 9600                                            |
| Повна конструктивна маса, кг         | 15600                                           |
| Висота підлоги над рівнем дороги, см | ~75                                             |
| Кількість дверей, шт                 | 3                                               |
| Привод дверей                        | електро                                         |
| Сидячих місць, чол                   | 22                                              |
| Стоячих місць чол                    | 58                                              |
| Повна місткість, чол                 | 80                                              |
| Тяговий двигун                       | Al 2644 sN (Škoda)                              |
| Потужність, кіловат                  | 96                                              |
| Кількість ТЕД, шт                    | 1                                               |
| Система управління ТЕД               | реостатно-контакторна виробництва фірми «Škoda» |
| Робоча напруга, Вольт                | 600                                             |
| Бортова напруга, Вольт               | 24                                              |
| Ведучий міст                         | задній                                          |
| Максимальна швидкість, км/год        | 45—46                                           |

## Експлуатація
Тролейбус Škoda 6Tr випускався з 1948 по 1950 роки. За цей час було випущено 16 екземплярів. Усі ці машини поставок 1948—1950 років працювали у місті Брно. Машина себе показала непогано у експлуатації, і тролейбуси цієї моделі їздили до початку 1970-х років. Одну машину було віддано у Пльзень, де її відреставровано. Цей тролейбус став музейним (№ 135). Зараз машина «на ходу», знаходиться знову у Брно і має прописку у Технічному музеї Брно.

## Галерея

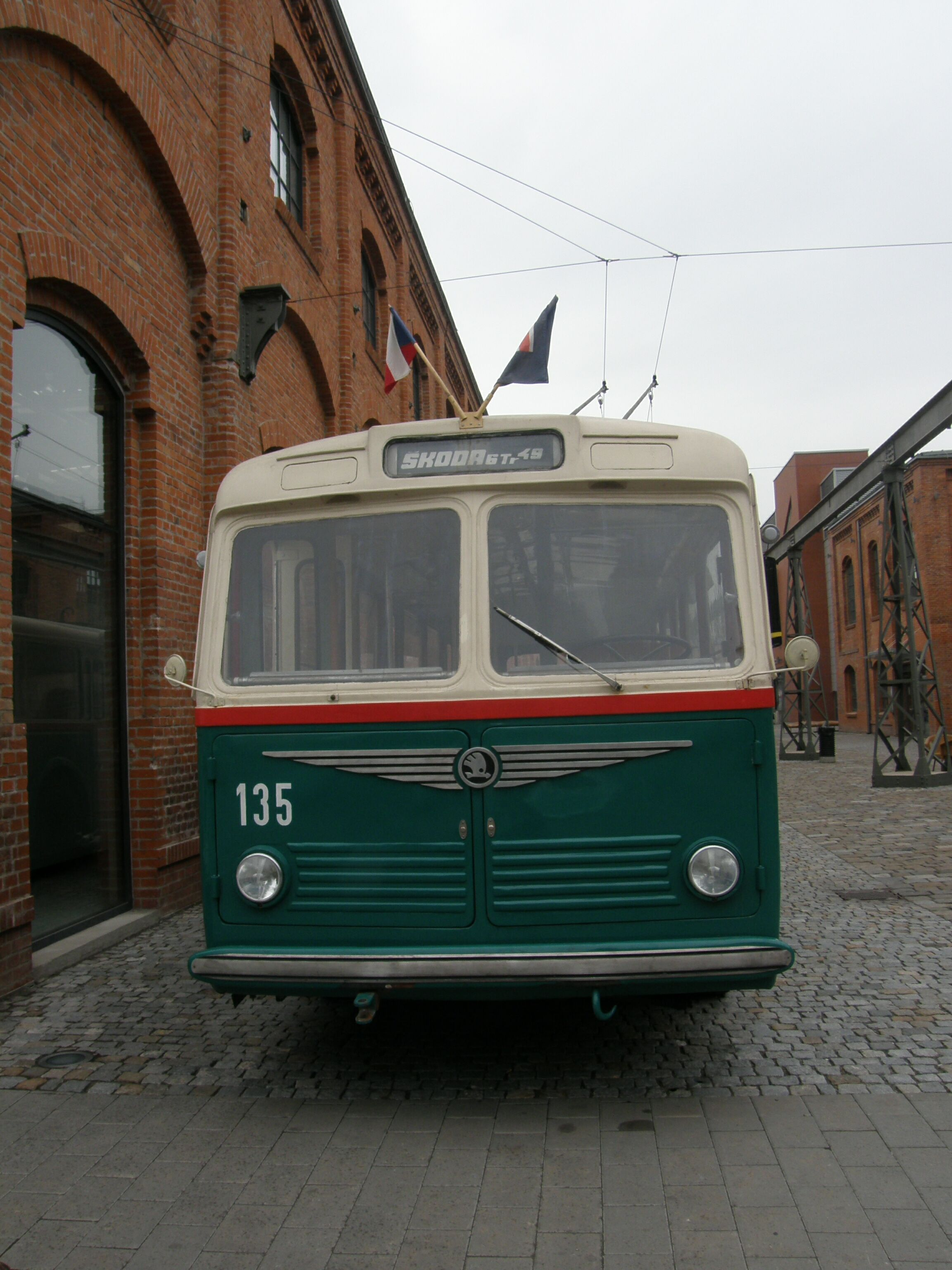
Тролейбус спереду...
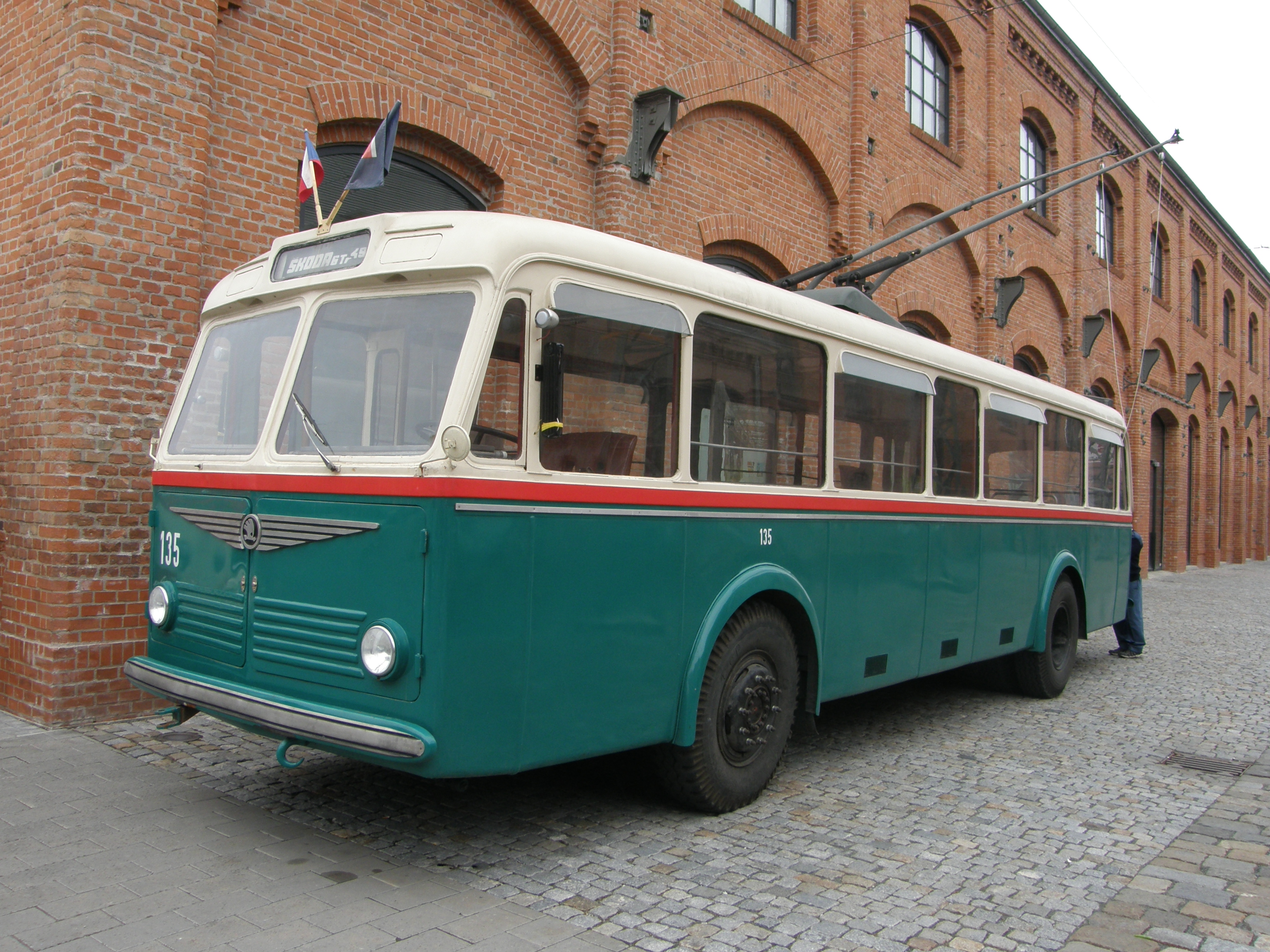
...збоку...
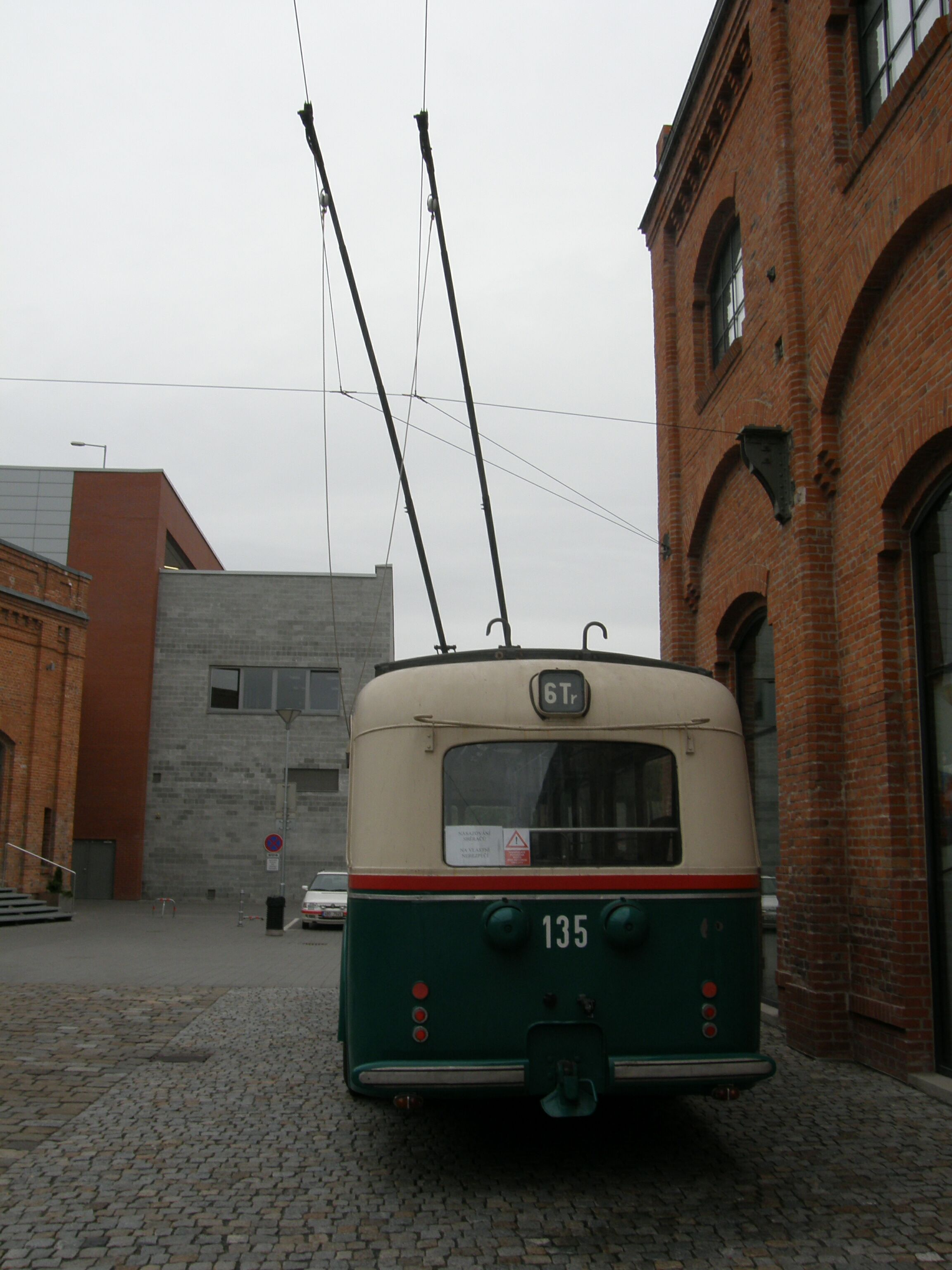
...ззаду...
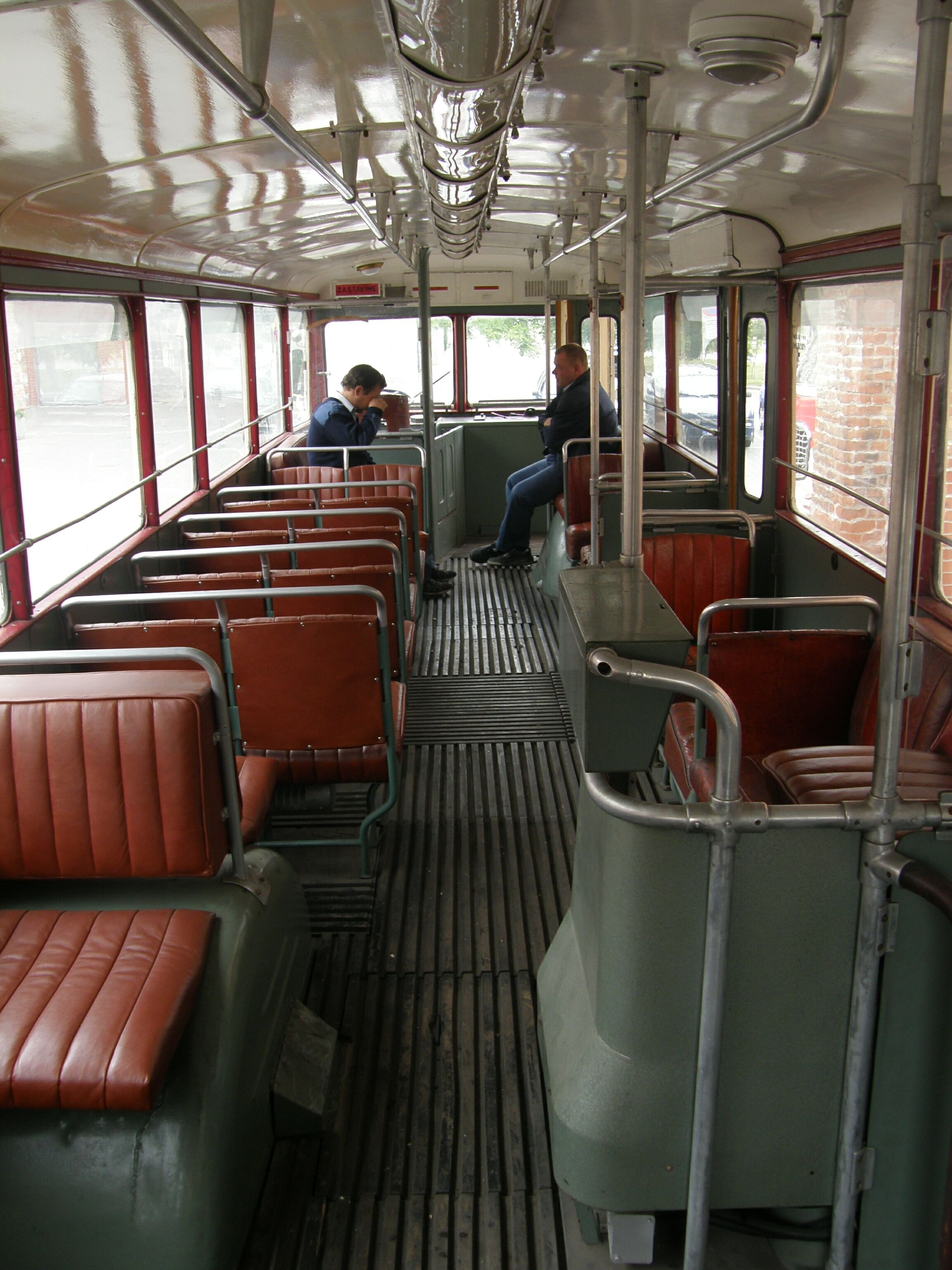
...всередині...
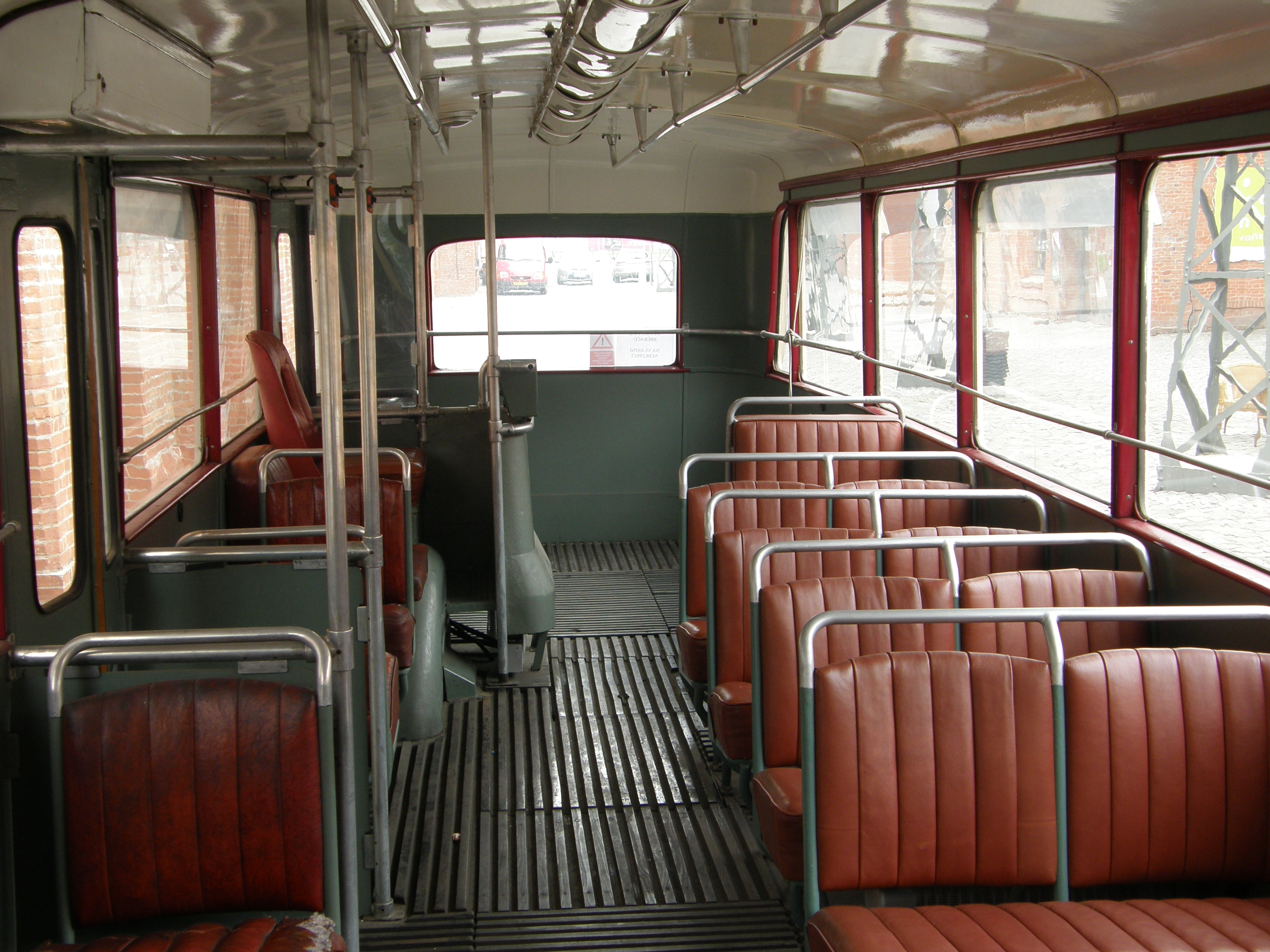
...ще всередині...
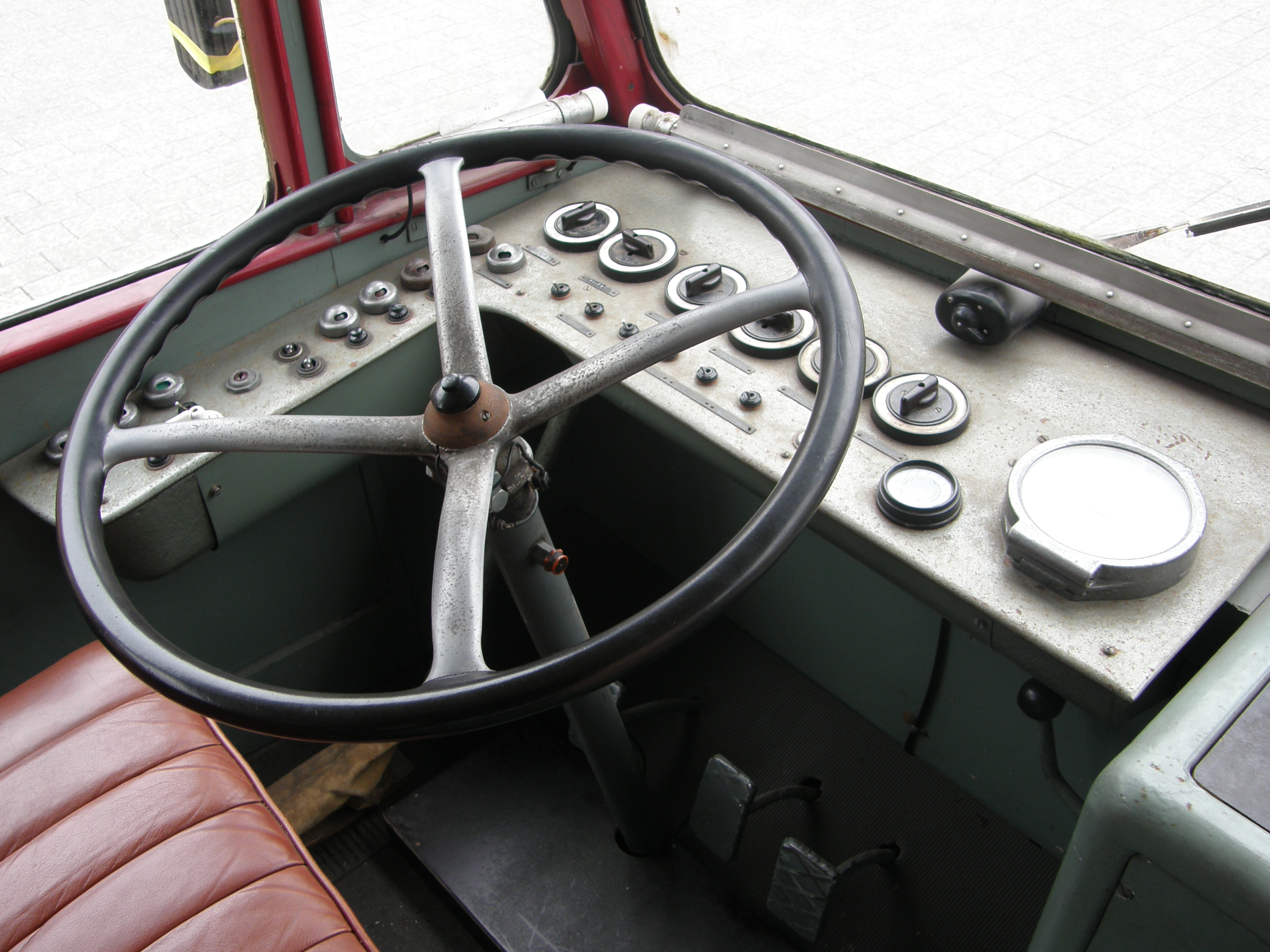
...на місці водія.